# チョコの奴隷
「チョコの奴隷」（チョコのどれい）は、日本の女性アイドルグループ・SKE48の楽曲。作詞は秋元康、作曲は重永亮介が担当した。2013年1月30日に、SKE48の11作目のシングルとしてavex traxから発売された。楽曲のセンターポジションは松井珠理奈が務めた。

## 背景とリリース
前作「キスだって左利き」から4か月ぶりのシングル。TYPE-A、TYPE-B、TYPE-C、劇場盤の4形態でリリースされた。
「チョコの奴隷」を歌う選抜メンバーは前作から2人が入れ替わった。北原里英がSKE48名義で初選抜入り。石田安奈は「アイシテラブル!」以来約8か月ぶりの選抜復帰。前作の選抜メンバーだった中西優香・松村香織は選抜から外れた。
カップリング曲のユニット名義は、前作と同じ「白組」「紅組」に加えて、「Darkness」を歌う7人ユニットの「セブンダンサーズ」、「バイクとサイドカー」を歌う14人ユニットの「14カラット」、「それを青春と呼ぶ日」を歌う9人ユニットの「旅立ち卒業組」の3ユニットが設けられた。「旅立ち卒業組」はシングルの詳細が発表された1月に2013年春卒業予定であることを発表した9人のユニットで、「それを青春と呼ぶ日」は卒業をテーマとした楽曲である。
従来の「選抜」「白組」「紅組」の構図とは異なり、今作では基本的に「選抜」のみ別枠で、参加メンバーは「セブンダンサーズ」「14カラット」「白組」「紅組」「旅立ち卒業組」のいずれかに割り振られている（北原里英・木本花音・菅なな子・向田茉夏を除く）。このため、当時活動一時休止中だった荻野利沙を除くSKE48のメンバー全員がいずれかの楽曲に参加している。またミュージック・ビデオ(MV)の制作枠も変更されていて、過去7作では白組・紅組の楽曲でMVが制作されていたのに対し、今作では「セブンダンサーズ」「14カラット」「それを青春と呼ぶ日」のMVが制作されている。
キャッチコピーは「義理でもいいから欲しかった」。
CDの封入特典として、初回生産分には全国握手会参加引換券が各1枚と、全16種類あるオリジナルトレーディングカードのうち1枚が付いた。

## 音楽性と批評
男の子が、好きな女の子のバレンタインチョコに期待する心境を歌った曲。「CDジャーナル」によれば、バレンタイン・ソングでありながらも、SKEらしいアクティブな曲調のダンス曲である。

## アートワーク
| TYPE-A | 石田安奈、大矢真那、小木曽汐莉、木本花音、松井珠理奈         |
| TYPE-B | 木﨑ゆりあ、秦佐和子、古川愛李、松井玲奈、矢神久美           |
| TYPE-C | 北原里英、菅なな子、須田亜香里、高柳明音、向田茉夏、矢方美紀 |
| 劇場盤 | 『チョコの奴隷』選抜メンバー全16名                           |

ジャケット写真が初回盤と通常盤では異なっている（割り振りは同じ）。CDジャケットに描かれているタイトルロゴは、チームKIIの矢方美紀によるもの。

## チャート成績
「チョコの奴隷」のシングルCDは、2013年2月11日付オリコン週間シングルチャートで初登場1位にランクインした。同チャートにおけるSKE48のシングルの1位獲得は7作連続・通算7作目である。初動売上は約53万9000枚となり、前作「キスだって左利き」（約51万1000枚）に続き50万枚を突破した。女性アーティストでシングルの初動売上が2作連続で50万枚を突破するのは、宇多田ヒカル、浜崎あゆみ、AKB48に続く4組目（女性グループに限ると2組目）となった。

## ミュージック・ビデオ
ミュージック・ビデオは、前年12月にリニューアルしたばかりのSKE48劇場でファンの協力により再現された公演シーン、メンバーが新幹線に乗ったり栄の街路を自転車で走ったりするシーンなど、普段のシーンから構成されている。このほか、愛知県体育館・秀英予備校名古屋本部校など、名古屋市内の複数個所が撮影場所となった。

## メディアでの使用
タイアップ情報は公式サイト等では発表されていないが、TBSテレビ（関東ローカル）の広報・情報・トーク番組『ツボ娘』の1月度のエンディング・テーマ、
CBCテレビのプロ野球中継（中日ドラゴンズ戦）『燃えよドラゴンズ!2013』のテーマ曲および『CBCドラゴンズナイター』の挿入曲として使用された。これにより2011年の「愛の数」、2012年の「ウイニングボール」（いずれもチームKIIの曲）に続き、SKE48の楽曲がCBCプロ野球中継のテーマ曲に3年連続で使用されることとなった。SKE48の表題曲にタイアップがついたのは、『ツボ娘』の2012年2月度のエンディング・テーマとして使用された「片想いFinally」以来約1年ぶりであるが、ダブルタイアップは初である。

## シングル収録トラック

### TYPE-A
| #         | タイトル                             | 作詞      | 作曲      | 編曲      | 時間  |
| --------- | ------------------------------------ | --------- | --------- | --------- | ----- |
| 1.        | 「チョコの奴隷」                     | 秋元康    | 重永亮介  | 武藤星児  | 4:03  |
| 2.        | 「Darkness」(セブンダンサーズ)       | 秋元康    | KENGO     | KENGO     | 4:16  |
| 3.        | 「それを青春と呼ぶ日」(旅立ち卒業組) | 秋元康    | 毛塚雄太  | 増田武史  | 4:52  |
| 4.        | 「チョコの奴隷 off vocal」           |           |           |           |       |
| 5.        | 「Darkness off vocal」               |           |           |           |       |
| 6.        | 「それを青春と呼ぶ日 off vocal」     |           |           |           |       |
| 合計時間: | 合計時間:                            | 合計時間: | 合計時間: | 合計時間: | 26:24 |

| #  | タイトル                                           | 作詞 | 作曲・編曲 |
| -- | -------------------------------------------------- | ---- | ---------- |
| 1. | 「チョコの奴隷 music video」                       |      |            |
| 2. | 「Darkness music video」                           |      |            |
| 3. | 「特典映像 I 「無礼講でお祭り騒ぎの大宴会!」前編」 |      |            |

### TYPE-B
| #         | タイトル                             | 作詞      | 作曲      | 編曲      | 時間  |
| --------- | ------------------------------------ | --------- | --------- | --------- | ----- |
| 1.        | 「チョコの奴隷」                     | 秋元康    | 重永亮介  | 武藤星児  | 4:04  |
| 2.        | 「バイクとサイドカー」(14カラット)   | 秋元康    | 若田部誠  | 若田部誠  | 4:49  |
| 3.        | 「それを青春と呼ぶ日」(旅立ち卒業組) | 秋元康    | 毛塚雄太  | 増田武史  | 4:52  |
| 4.        | 「チョコの奴隷 off vocal」           |           |           |           |       |
| 5.        | 「バイクとサイドカー off vocal」     |           |           |           |       |
| 6.        | 「それを青春と呼ぶ日 off vocal」     |           |           |           |       |
| 合計時間: | 合計時間:                            | 合計時間: | 合計時間: | 合計時間: | 27:30 |

| #  | タイトル                                            | 作詞 | 作曲・編曲 |
| -- | --------------------------------------------------- | ---- | ---------- |
| 1. | 「チョコの奴隷 music video」                        |      |            |
| 2. | 「バイクとサイドカー music video」                  |      |            |
| 3. | 「特典映像 II 「無礼講でお祭り騒ぎの大宴会!」中編」 |      |            |

### TYPE-C
| #         | タイトル                             | 作詞      | 作曲      | 編曲      | 時間  |
| --------- | ------------------------------------ | --------- | --------- | --------- | ----- |
| 1.        | 「チョコの奴隷」                     | 秋元康    | 重永亮介  | 武藤星児  | 4:04  |
| 2.        | 「冬のかもめ」(白組)                 | 秋元康    | 中川司    | 板垣祐介  | 4:13  |
| 3.        | 「追いかけShadow」(紅組)             | 秋元康    | 若田部誠  | 若田部誠  | 4:32  |
| 4.        | 「それを青春と呼ぶ日」(旅立ち卒業組) | 秋元康    | 毛塚雄太  | 増田武史  | 4:52  |
| 5.        | 「チョコの奴隷 off vocal」           |           |           |           |       |
| 6.        | 「冬のかもめ off vocal」             |           |           |           |       |
| 7.        | 「追いかけShadow off vocal」         |           |           |           |       |
| 8.        | 「それを青春と呼ぶ日 off vocal」     |           |           |           |       |
| 合計時間: | 合計時間:                            | 合計時間: | 合計時間: | 合計時間: | 35:24 |

| #  | タイトル                                             | 作詞 | 作曲・編曲 |
| -- | ---------------------------------------------------- | ---- | ---------- |
| 1. | 「チョコの奴隷 music video」                         |      |            |
| 2. | 「それを青春と呼ぶ日 music video」                   |      |            |
| 3. | 「特典映像 III 「無礼講でお祭り騒ぎの大宴会!」後編」 |      |            |

### 劇場盤
| #  | タイトル                           | 作詞   | 作曲     | 編曲     | 時間 |
| -- | ---------------------------------- | ------ | -------- | -------- | ---- |
| 1. | 「チョコの奴隷」                   | 秋元康 | 重永亮介 | 武藤星児 | 4:04 |
| 2. | 「Darkness」(セブンダンサーズ)     | 秋元康 | KENGO    | KENGO    | 4:16 |
| 3. | 「バイクとサイドカー」(14カラット) | 秋元康 | 若田部誠 | 若田部誠 | 4:49 |
| 4. | 「SKE48 11th single medley」       |        |          |          |      |
| 5. | 「チョコの奴隷 off vocal」         |        |          |          |      |
| 6. | 「Darkness off vocal」             |        |          |          |      |
| 7. | 「バイクとサイドカー off vocal」   |        |          |          |      |

## 選抜メンバー
- 石田安奈
- 大矢真那
- 小木曽汐莉
- 木﨑ゆりあ
- 北原里英
- 木本花音
- 菅なな子
- 須田亜香里
- 高柳明音
- 秦佐和子
- 古川愛李
- 松井珠理奈
- 松井玲奈
- 向田茉夏
- 矢方美紀
- 矢神久美